# Colby Parkinson
Colby John Parkinson (San Ramon, 8 gennaio 1999) è un giocatore di football americano statunitense che milita nel ruolo di tight end per i Los Angeles Rams della National Football League (NFL).

## Carriera

### Seattle Seahawks
Parkinson al college giocò a football a Stanford dal 2017 al 2019. Fu scelto nel corso del quarto giro (133º assoluto) del Draft NFL 2020 dai Seattle Seahawks. Nella settimana 14 contro i New York Jets ricevette gli unici 2 passaggi per 16 yard della sua stagione da rookie, chiusa con 6 presenze.
Nella settimana 1 della stagione 2022 Parkinson guidò i Seahawks con 43 yard ricevute e un touchdown nella vittoria sui favoriti Denver Broncos. La sua annata si chiuse con i nuovi primati personali in ricezioni (25), yard ricevute (322) e touchdown (2).
Nel sedicesimo turno della stagione 2023, Parkinson ricevette dal quarterback Geno Smith il passaggio da touchdown della vittoria contro i Tennessee Titans.

### Los Angeles Rams
Il 12 marzo 2024 Parkinson firmò con i Los Angeles Rams un contratto triennale del valore di 22,5 milioni di dollari.